# 西半球

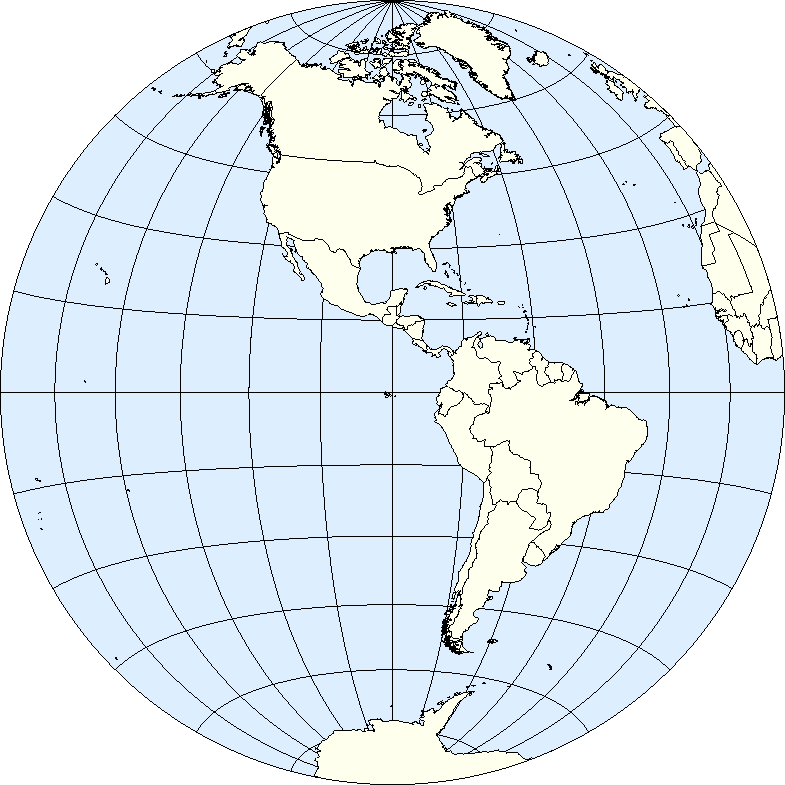
西半球

西半球是地球上本初子午线以西，180度经线以東的半球。
由于歐洲及非洲的西部在西經，為避免被本初子午線分割，西半球及東半球的分界線有时也被定义为西經20°及東經160°。依照此分法，西半球的陸地有北美洲、南美洲、亞洲俄羅斯極東部、紐西蘭、南極洲部份、以及許多其他島嶼。太平洋東部、大西洋西部、以及北冰洋一部在西半球包圍北美洲及南美洲。

## 地理與人口
西半球的中心位于太平洋加拉巴哥群岛的第90个子午线西部和赤道的交汇处。最近的土地是捷诺维沙岛，位于0°19'00“N 89°57'00”W。
西半球的最高峰是阿根廷安第斯山脉的阿空加瓜，海拔6,960.8公尺（22,837英尺）。
西半球在環境面積上海洋大於陸地。18％人口生活於此。

## 參看
- 北半球
- 南半球
- 東半球
- 水半球
- 陸半球